# Georges-Louis Contesse
Georges-Louis Contesse, né le 8 août 1832 à Romainmôtier et mort le 16 août 1882 dans la même commune, est une personnalité politique suisse, membre de la Gauche Libérale (futur parti radical-démocratique). Il est député du canton de Vaud au Conseil national de 1869 à sa mort en 1882.

## Biographie
Georges-Louis Contesse naît le 8 août 1832 à Romainmôtier, dans le canton de Vaud. Protestant, originaire de Romainmôtier, il est le fils de Charles Louis Contesse, juge au tribunal de district d'Orbe, et de Jacqueline Julie Convers. Il reste célibataire et est donc l'ultime représentant de la famille Contesse de Romainmôtier.
Après des études de droit à Lausanne, il obtient sa licence en 1857 et s'installe comme notaire à Romainmôtier. Il est en outre président du tribunal de district d'Orbe de 1861 à 1882, juge (de 1865 à 1866) puis premier juge (de 1872 à 1876) au tribunal militaire, administrateur de l'Union vaudoise de crédit de 1870 à 1871, puis de la Banque cantonale vaudoise de 1877 à 1881. Il est capitaine d'artillerie dans l'armée suisse.

### Carrière politique
Il est syndic de Romainmôtier de 1860 à 1877 ou 1878. Représentant des Radicaux/Gauche Libérale (aile gauche du parti libéral), il est élu en 1869 au Conseil national. Il y siège jusqu'à sa mort en 1882,.

### L'infirmerie Contesse
À sa mort, Georges-Louis Contesse lègue sa maison aux Hospices cantonaux « à la condition expresse de faire de [sa] maison et de tous les bâtiments non légués un établissement hospitalier pouvant recevoir un certain nombre de malades de la contrée, […] ». L'infirmerie Contesse est fondée le 22 novembre 1892 par décret du Grand Conseil et ouvre ses portes le 1er septembre 1893. Elle est administrée par la fondation Infirmerie Contesse depuis 1982. En 1987, l'infirmerie Contesse devient la Fondation Contesse. Dans de nouveaux bâtiments situés à Croy, commune voisine de Romainmôtier, elle abrite un home pour personnes âgée,,,.